# Thorsten Schlumberger
Thorsten Schlumberger (* 29. Oktober 1960 in Hamburg) ist ein ehemaliger deutscher Fußballspieler. Der Stürmer und Mittelfeldspieler debütierte 1979 in der Bundesliga.

## Werdegang
Seine ersten fußballerischen Erfahrungen machte Schlumberger beim Hamburger Verein TSV 08, 1973 wechselte er in den Jugendbereich des Hamburger SV. 1978 wurde er in die bundesdeutsche Juniorennationalmannschaft berufen, für die er ebenfalls im Jahr 1979 zum Einsatz kam. Zu seinen Förderern beim HSV zählte Kurt „Jockel“ Krause. Schlumberger durchlief in Hamburg-Lokstedt eine Lehre zum Groß- und Außenhandelskaufmann.
HSV-Trainer Branko Zebec erachtete den Stürmer als „körperlich noch zu schwach“, Schlumberger erhielt 1979 vom HSV nur ein Angebot für die Amateurmannschaft, Kuno Klötzer holte den talentierten Fußballer daraufhin nach Berlin zu Hertha BSC. In der Saison 1980/81 wechselte er zum Lokalrivalen Tennis Borussia, da er sich mit Uwe Klimaschefski nicht verstand.
Nachdem er in der Saison 1985/86 wieder zu Hertha BSC gewechselt war, verletzte er sich zweimal und fiel so rund fünf Monate aus. Ab der folgenden Saison spielte er fünf Saisons bei Blau-Weiß 90 Berlin, seine Spielzeit dort endete mit dem Lizenzentzug des Vereins. In der Saison war er sechstbester Torschütze in der 2. Bundesliga.
Danach folgten noch Stationen beim BSV Brandenburg, beim FSV Velten und beim SV Wilhelmshaven, wo eine schwere Knieverletzung seine Karriere beendete.
In der Saison 1995/96 war Schlumberger als Co-Trainer von Heikko Glöde für die A-Jugend von Hertha zuständig.
In seinen 228 Bundesliga- und Zweitligaspielen erzielte er 65 Tore.